# Gespenster (1918)
Gespenster ist eine österreich-ungarische Stummfilmverfilmung des gleichnamigen Dramas von Henrik Ibsen aus dem Jahre 1918.

## Handlung
Auf dem Landgut an einem Fjord im Westen Norwegens. Kammerherr Alving hat Helene geheiratet, doch hält er es mit der Treue nicht so genau. Auch dem Stubenmädchen Regine macht er den Hof und schwängert sie. Nun wird es Frau Alving zu bunt; sie wirft Regine kurzerhand aus dem Haus. Diese flüchtet sich zu dem Tischler Jakob Engstrand, mit dem sie seit geraumer Zeit ein Verhältnis hat. Engstrand schreibt nun Alving einen Brief, in dem er diesen dazu auffordert, sich um Regines Kind zu kümmern. Frau Alving bekommt eines Tages dieses Schreiben in die Hände, nachdem ihr untreuer Gatte erst wahnsinnig geworden ist und dann starb. Zum Andenken an Alving stiftet Helene ein Asyl, das seinen Namen tragen soll. Noch kurz vor seinem Tode war Helene vor den Gemeinheiten und Brutalitäten ihres lieblosen Gatten in das Haus ihres Jugendfreundes Manders geflüchtet, der sich als Pastor um die verirrten Seelen der Gemeinde kümmert. Doch er verwies sie wenig christlich seines Hauses und verlangte von Helene, heimzukehren, da eine gute Gattin stets an die Seite ihres Mannes gehöre. 
Helene Alvings Ehe entstammt ein Sohn, Oswald. Um ihn vor den schlimmsten Zumutungen des Vaters zu schützen, gab sie ihn frühzeitig fort. Nun ist aus dem Kind ein junger Mann geworden, der nach Alvings Tod zwecks Studium nach Paris reist. Dort bleibt er mehrere Jahre, doch die an ihm begangenen Sünden des Vaters werfen ihre langen Schatten auf Oswalds Leben. Inmitten einer Arbeit wird Oswald von einem Anfall aus der Bahn geworfen. Er begibt sich zu einem Facharzt, der ihm konstatiert, dass er, wie bereits der Vater, eines Tages dem Wahnsinn anheimfallen werde. Die Schuld der Väter solle auf die Söhne übertragen werden, so heißt es. Um nicht so allein zu sein, hat derweil Frau Alving die Frucht des Alvingschen Seitensprungs, Regine Engstrand, zu sich genommen. Als Heimkehrer Oswald sie sieht, ist er sofort Feuer und Flamme und will Regine heiraten. Seine Mutter macht ihm klar, dass dieses Mädchen seine Halbschwester sei. Nun verliert Oswald jeden Halt. Er bittet seine Muter, ihm bei einem erneuten Anfall Gift zu geben, um dann seinem elendigen Dasein ein Ende zu bereiten. Frau Alving weigert sich heftig gegen diesen Wunsch, doch als sie sieht, wie bei dem Folgeanfall ihr Oswald offensichtlich den Verstand zu verlieren droht, kommt sie schweren Herzens dessen Wunsch nach.

## Produktionsnotizen
Gespenster entstand zur Jahreswende 1917/18 und erlebte seine Uraufführung am 15. März 1918 in Wien. Die Länge des Fünfakters betrug rund 1800 Meter, es gab auch kürzere Fassungen mit Längen von 1580 und 1647 Metern.
Die zur Drehzeit erst 17-jährige Grit Haid gab hier mutmaßlich ihr Filmdebüt.

## Kritiken
„Es ist dies eine ausgezeichnete Verfilmung des bekannten Dramas gleichen Titels von Henrik Ibsen. […] Die Darstellung des Werkes ist hervorragend gut. Herr Edthofer vom Deutschen Volkstheater sowie Frau Erika v. Wagner und Grete [sic!] Haid (eine Schwester Liane Haids) schufen jeder für sich eine Glanzleistung. Die Photographie ist erstklassig.“

Paimann’s Filmlisten resümierte: „Stoff spannend, Photos sehr gut. Spiel und die Sterbeszenen ausgezeichnet. Ausstattung dem Sujet entsprechend einfach.“